# Ставропољ
Ставропољ (рус. Ста́врополь, од грчког Σταυρός, πολη - „Град крста“) град је у Русији, у Ставропољског краја. Административни је центар Ставропољског краја. Према попису становништва из 2010. у граду је живело 398.266 становника.

## Историја
Основан је као руско војно насеље 1777. године за вријеме Руско-турског рата који се водио између 1768. и 1774. године, а његови први становници су били Теречки Козаци. Име је добио по античком граду Стаурополис у Малој Азији, односно по крсту који је, по локалној легенди, случајно ископан из земље када се градила тврђава.
Ставропољ је у будућим годинама и деценијама био важна руска база за експанзију према Кавказу, а касније и најважније трговачко средиште Сјеверног Кавказа. 1843. године је основана епископија Руске православне цркве. 1847. је постао сједиште истоимене губерније.
За вријеме Руског грађанског рата град је често прелазио из руке у руку, док га коначно 29. јануара 1920. под свој надзор није ставила Црвена армија поразивши Добровољачку армију генерала Антона Дењикина. За вријеме Другог свјетског рата град је тешко страдао с обзиром да је био један од циљева њемачке офанзиве на Кавказ. Под њемачком окупацијом је био од 3. августа 1942. до 2. јануара 1943.
Економија града се након рата темељила на експлоатацији земног плина. Посљедњих година становништво града се повећало због великог броја избјеглица са Сјеверног Кавказа.

## Географија

### Клима
| Клима Ставропоља           | Клима Ставропоља | Клима Ставропоља | Клима Ставропоља | Клима Ставропоља | Клима Ставропоља | Клима Ставропоља | Клима Ставропоља | Клима Ставропоља | Клима Ставропоља | Клима Ставропоља | Клима Ставропоља | Клима Ставропоља | Клима Ставропоља |
| Показатељ \ Месец          | .Јан.            | .Феб.            | .Мар.            | .Апр.            | .Мај.            | .Јун.            | .Јул.            | .Авг.            | .Сеп.            | .Окт.            | .Нов.            | .Дец.            | .Год.            |
| -------------------------- | ---------------- | ---------------- | ---------------- | ---------------- | ---------------- | ---------------- | ---------------- | ---------------- | ---------------- | ---------------- | ---------------- | ---------------- | ---------------- |
| Средњи максимум, °C (°F)   | −0,2 (31,6)      | 1,8 (35,2)       | 6,4 (43,5)       | 15,5 (59,9)      | 20,9 (69,6)      | 24,6 (76,3)      | 27,8 (82)        | 26,7 (80,1)      | 22,1 (71,8)      | 14,6 (58,3)      | 8,4 (47,1)       | 3,1 (37,6)       | 14,3 (57,7)      |
| Просек, °C (°F)            | −3,5 (25,7)      | −1,7 (28,9)      | 2,4 (36,3)       | 10,4 (50,7)      | 15,6 (60,1)      | 19,4 (66,9)      | 21,9 (71,4)      | 21,2 (70,2)      | 16,9 (62,4)      | 10,1 (50,2)      | 4,9 (40,8)       | −0,1 (31,8)      | 9,8 (49,6)       |
| Средњи минимум, °C (°F)    | −6,8 (19,8)      | −5,1 (22,8)      | −1,6 (29,1)      | 5,2 (41,4)       | 10,3 (50,5)      | 14,2 (57,6)      | 17,0 (62,6)      | 15,6 (60,1)      | 11,6 (52,9)      | 5,6 (42,1)       | 1,3 (34,3)       | −3,2 (26,2)      | 5,5 (41,9)       |
| Количина падавина, mm (in) | 29 (11,4)        | 27 (10,6)        | 31 (12,2)        | 45 (17,7)        | 74 (29,1)        | 78 (30,7)        | 60 (23,6)        | 56 (22)          | 44 (17,3)        | 41 (16,1)        | 45 (17,7)        | 41 (16,1)        | 571 (224,8)      |
| Извор: Време и клима       |                  |                  |                  |                  |                  |                  |                  |                  |                  |                  |                  |                  |                  |

## Становништво
Према прелиминарним подацима са пописа, у граду је 2010. живело 398.539 становника.
| 1939.  | 1959.   | 1970.   | 1979.   | 1989.   | 2002.   | 2010.   |
| ------ | ------- | ------- | ------- | ------- | ------- | ------- |
| 85.251 | 141.023 | 198.251 | 258.233 | 318.298 | 354.867 | 398.539 |

## Партнерски градови
- Карс
- Де Мојн
- Пазарџик
- Омск